# 989 (numero)
Novecentottantanove (989) è il numero naturale dopo il 988 e prima del 990.

## Proprietà matematiche
- È un numero dispari.
- È un numero semiprimo.
- È un numero palindromo e un numero ondulante nel sistema numerico decimale, nel sistema di numerazione posizionale a base 17 (373), a base 21 (252) e in quello a base 26 (1C1).
- È un numero nontotiente (come tutti i dispari, ad eccezione del numero 1).
- È un numero congruente.
- È un numero malvagio.
- È un numero intero privo di quadrati.
- È parte delle terne pitagoriche (660, 989, 1189), (989, 11352, 11395), (989, 21252, 21275), (989, 489060, 489061).

## Astronomia
- 989 Schwassmannia è un asteroide della fascia principale del sistema solare.
- NGC 989 è una galassia della costellazione della Balena.

## Astronautica
- Cosmos 989 è un satellite artificiale russo.